# رولاند وليامز
رولاند وليامز (بالإنجليزية: Roland Williams)‏ هو لاعب كرة قدم أمريكية أمريكي، ولد في 27 أبريل 1975 في روتشستر في الولايات المتحدة.

## وصلات خارجية
- رولاند وليامز على موقع مرجع كرة القدم المحترفة.كوم (الإنجليزية)
- رولاند وليامز على موقع كلية كرة القدم في سبورتس رفرنس.كوم (الإنجليزية)